# 習温
習 温（しゅう おん、生没年不詳）は、中国三国時代の呉の政治家。荊州襄陽郡の人。

## 生涯
父の習珍は呉の潘濬の討伐を受けて自害したが、自身は呉に仕えた。見識深く、度量が大きく、長沙太守・武昌太守・選曹尚書・広州刺史を歴任した。呉の朝廷に仕えること30年に及んだが、大きく名声を挙げることも、権力者と結託することもなかった。酒は一石を飲まねば酔わず、洛上にある別荘では休暇ごとに沐浴し、そこで宴を開いた。
長子の習宇は執法郎の官にあったが、慌ただしく家に帰宅した時、馬車には甚だしく従者を従えていた。習温はこれに怒り、杖で殴りながら「この乱世においては貴人となっても、貧しさに耐えて初めて滅亡を免れるというもの。にもかかわらず奢侈を競うとは何事か」と叱責した。
習温が10代の頃、潘濬は「この子は名士となり、必ずや我が州の議論を主導することになるだろう」と彼を評価し、自身の子弟と交際させた。その評価通り、習温は荊州の大公平（州人の評価を定める役職）の官に上った。潘濬の子の潘祕が習温に「かつて私の父は『貴方が我が州の議論を主導することになるだろう』と語り、現在その言葉通りになりました。また貴方の立場を継ぐ者は誰でしょうか？」と尋ねると、それに答えて曰く。「君以上の者はいない」と。潘祕もまた習温の後を継いで公平となり、州里の誉れとなった。